# Бајрам бегова џамија у Београду
Бајрам бегова џамија (позната и као Кара-џамија, Атиф-заде џамија и Седерев-џамија) била је једна од џамија у Београду, саграђена је између 1557. и 1560. године, а срушена крајем 19. века.

## Опште информације
Саграђена је између 1557. и 1560. године, а њен ктитор имао је и друге задужбине као што су медреса, хамам и имарет. Према списима, ова џамија била је „ниже” од Стамбол капије, која се тада налазила испред данашњег Народног позоришта у Београду. Налазила се на дашањем простору блока зграда код Народног позоришт,а на углу улица Доситојеве и Браће Југовића. Имала је димензије тлоцрта 15 х 15 м, а била је процењена на 120 дуката.
Евлија Челебија османски путописац записао је да се Бајрам бегова џамија налази „горе” што потврђује да је постојала на потезу код Стамбол капије од које се терен спуштао према Дунаву.
Веруј се да је у периоду од 1717. до 1739. године служила за смештај болничких кревета, а да је након тога преуређена у стамбену згаду. Године 1739. обновио ју је Хаџи Мустафа-ефенди Атиф-заде.
У плинару Народног позоришта претворена је 1869. година и служила је за грејање и осветљење све док електрично осветељење није стигло у Београд, 23. септембра 1893. године. Због гарежи и чађи је поцрнела и у народу постала позната као „Кара џамија”. Аустроугарски путописац Феликс Каниц затекао ју је у том стању и тако је описао, 1887. године. Јован Ердељановић записао је да је Бајрам бегова џамија „поруђена пре неколико година”, 1901. године, а драмски писац, редитељ и глумац Веља Миљковић ју је нацртао 12. септембра 1897. године, што је било можда уочи рушења.